# Avia Vliegwereld

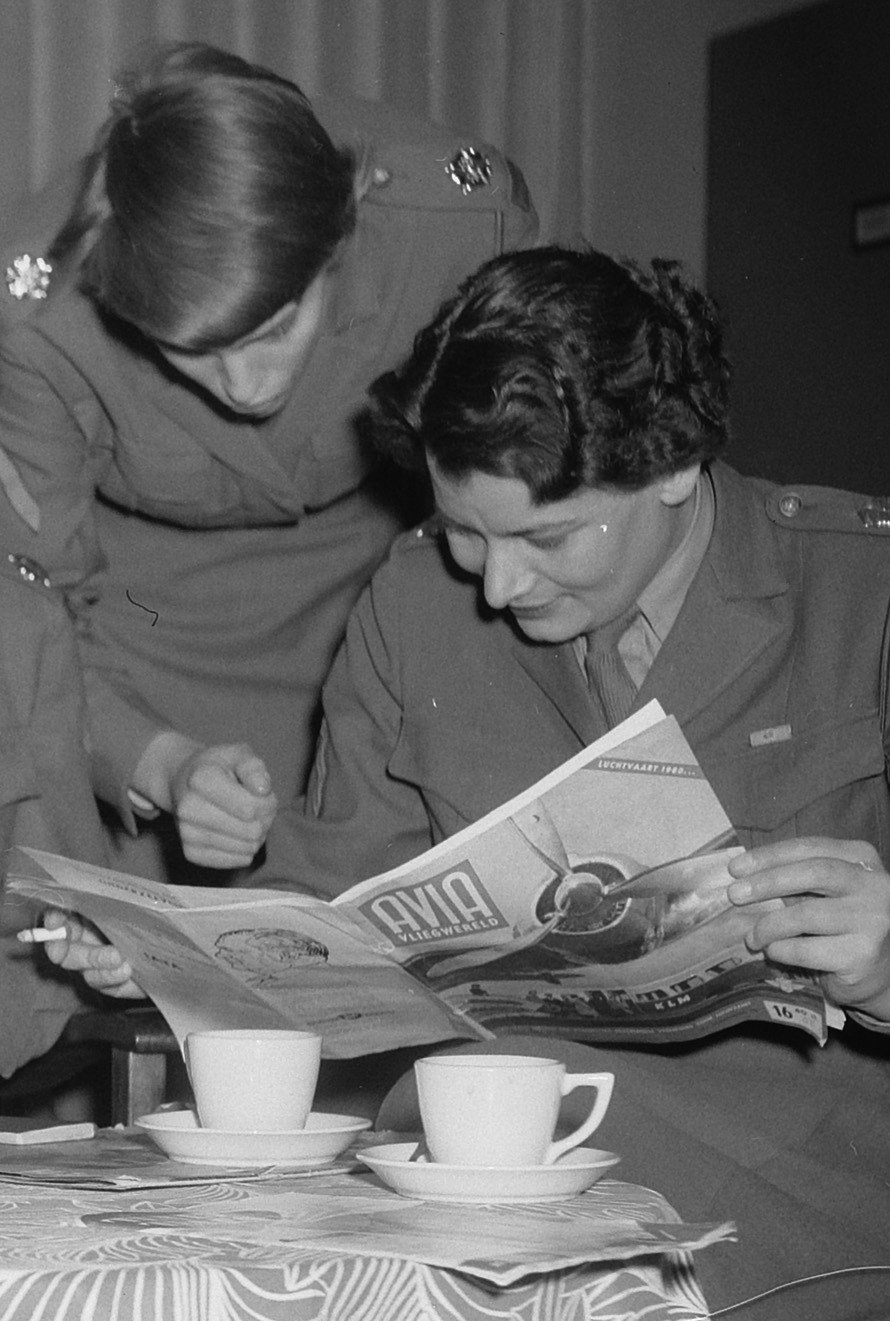
1956

Avia Vliegwereld is een Nederlandstalig tijdschrift over de luchtvaart, dat bestaan heeft in de jaren vijftig en jaren zestig. Het blad is ontstaan uit een samengaan van de aparte luchtvaarttijdschriften Avia en Vliegwereld. Avia Vliegwereld bestond tot 1962, en is toen opgeheven.
Medio 2002 werd Avia Vliegwereld nieuw leven in geblazen door diverse personen, als digitaal luchtvaartmagazine waarin ook veel aandacht wordt geschonken aan Flight Simulator. Thans bestaat Avia Vliegwereld als magazine niet meer. De website is nog wel actief.
Avia Vliegwereld werd zes keer per jaar uitgegeven door de non-profitorganisatie Avia Vliegwereld Media, maar in 2006 zijn slechts twee edities gepubliceerd. Het blad zou zich meer op de echte luchtvaart gaan richten. 
Avia Vliegwereld werd door tussen de 800 en 1000 mensen gelezen.